# Xã Curtis, Michigan
Xã Curtis (tiếng Anh: Curtis Township) là một xã thuộc quận Alcona, tiểu bang Michigan, Hoa Kỳ. Năm 2010, dân số của xã này là 1.236 người.